# Ostrvica (Omiš)
Ostrvica falu Horvátországban Split-Dalmácia megyében. Közigazgatásilag Omišhoz tartozik.

## Fekvése
Splittől légvonalban 25, közúton 30 km-re keletre, községközpontjától légvonalban 4, közúton 10 km-re északkeletre, Poljica középső részén, a Mosor-hegység déli lábnál és a Cetina északi partja felett elterülő nyugat-keleti irányú festői völgykatlan nyugati részén, a 70-es számú főút mellett fekszik.

## Története
Ostrvica területe már az ókorban lakott volt, ezt igazolják az itt található illír halomsírok. A római korból egy villa rustica maradványai találhatók, mely azt igazolja, hogy a település továbbra is lakott volt. A középkorban része volt a 13. században alapított, úgynevezett Poljicai Köztársaságnak, mely tulajdonképpen egy jelentős autonómiával rendelkező kenézség volt. Poljica kezdetben a horvát-magyar királyok, majd 1444-től a Velencei Köztársaság uralma alá tartozott. Velence nagyfokú autonómiát biztosított a poljicai települések számára. Jogi berendezkedését az 1490-ben kibocsátott Poljicai Statutum határozta meg, mely egyúttal rögzítette határait is. Plébániája már a török hódítás előtt, a 15. században is megvolt. Erről beszél Jure Krcatović plébános 1625. január 25-én az egyházlátogatás során Ivan Mrnavićnak Gardazori érsek megbízottjának. Ezt arra alapozta, hogy a Szent Miklós templomot már 1452-ben említik. A 16. század első felében került török uralom alá, ahol Poljica szintén bizonyos fokú önállóságot élvezett. Garzadoni érsek 1625-ben meglátogatta a helyi plébániát, ekkor történik a helyi plébánia első írásos említése. A moreai háború idején szabadult fel a török uralom alól, melyet 1699-ben a karlócai béke szentesített, de Poljica autonómiájának valamely szintjét végig megőrizte. Poljica önállóságát 1807-ben a bevonuló napóleoni francia csapatok szüntették meg. Napóleon lipcsei veresége után 1813-ban a Habsburgoké lett. A településnek 1857-ben 297, 1910-ben 182 lakosa volt. 1918-ban az új szerb-horvát-szlovén állam, majd később Jugoszlávia része lett. 1942. október 1-jén lerombolták a megszálló olasz és csetnik csapatok. A háború után a szocialista Jugoszláviához került. 1991 óta a független Horvátországhoz tartozik. Az 1960-as évek óta lakossága a fiatalok elvándorlása miatt folyamatosan csökkent. 2011-ben a településnek 196 lakosa volt.

## Lakosság
| Lakosság változása | Lakosság változása | Lakosság változása | Lakosság változása | Lakosság változása | Lakosság változása | Lakosság változása | Lakosság változása | Lakosság változása | Lakosság változása | Lakosság változása | Lakosság változása | Lakosság változása | Lakosság változása | Lakosság változása | Lakosság változása |
| ------------------ | ------------------ | ------------------ | ------------------ | ------------------ | ------------------ | ------------------ | ------------------ | ------------------ | ------------------ | ------------------ | ------------------ | ------------------ | ------------------ | ------------------ | ------------------ |
| 1857               | 1869               | 1880               | 1890               | 1900               | 1910               | 1921               | 1931               | 1948               | 1953               | 1961               | 1971               | 1981               | 1991               | 2001               | 2011               |
| 297                | 0                  | 149                | 161                | 173                | 182                | 400                | 248                | 191                | 283                | 278                | 245                | 232                | 215                | 210                | 196                |

(1869-ben lakosságát Čisla településhez számították.)

## Nevezetességei
- Szent Miklós tiszteletére szentelt római katolikus plébániatemploma 1452-ben épült a falu melletti nagy sziklára. Az évszám a főbejárat fölé van bevésve. A falak eltérő építési módja arra enged következtetni, hogy több átalakításon esett át. Három részből áll, a hajóból, a szentélyből és a félköríves apszisból, melyek kívülről nézve is jól elkülönülnek. A homlokzat felett emelkedik a pengefalú harangtorony, benne három haranggal. A homlokzat közepén szép nyolcágú kőrozetta látható. Az ablakok közepes nagyságúak, félköríves záródásúak. Utolsó felújítása az 1980-as években volt, amikor új tetőt, kórust és padokat is kapott. Az új kórus mellvédjére a cseh Rudy Novotny festette meg Ostrvica panorámaképét a plébánia védőszentjének képével együtt. A templomnak három oltára van, két mellékoltára Szűz Mária és Szent Miklós tiszteletére van szentelve. A magaslaton álló templomhoz lépcsősor vezet fel.
- A falutól délre áll a Szent Antal templom, melyet Páduai Szent Antalnak és Remete Szent Antalnak szenteltek. 1708-ban építették faragott kövekből dongaboltozattal és négyszögletes apszissal. Homlokzatán nyolcágú rozetta, legfelül pengefalú harangtorony látható, benne egy haranggal. 1985-ben felújították és tetejét betonlapokkal fedték. Egy oltára van melyen két védőszentjének szobra áll. A templom vélhetően egy korábbi szakrális épület alapjain épült.
- A Szent Rókus templom a zvečanjei határ mellett áll. Fogadalmi templom, melyet Ostrvica és Zcečanje hívei 1920-ban közösen építettek a járványok ellen védelmező szent tiszteletére. A helyén is templom állt, mely a török alóli felszabadulás idején a 17. század végén épült. A két plébánia közösen újíttatta fel 1986-ban.